# Il massacro di Tombstone
Il massacro di Tombstone (Toughest Man in Arizona) è un film statunitense del 1952 diretto da R.G. Springsteen.
È un film western con protagonisti Vaughn Monroe, Joan Leslie e Edgar Buchanan.

## Produzione
Il film, diretto da R.G. Springsteen su una sceneggiatura di John K. Butler, fu prodotto da Sidney Picker per la Republic Pictures.

## Distribuzione
Il film fu distribuito negli Stati Uniti dal 10 ottobre 1952 al cinema dalla Republic Pictures.
Alcune delle uscite internazionali sono state:
- in Svezia l'11 maggio 1953 (Hårda tag i Arizona)
- in Giappone il 1º luglio 1953
- in Finlandia il 28 agosto 1953 (Kova mies Arizonasta)
- in Germania Ovest il 15 aprile 1955 (Der Löwe von Arizona)
- in Danimarca il 21 settembre 1955 (Sheriffen fra Arizona)
- in Austria nel marzo 1956 (Der Löwe von Arizona)
- in Italia (Il massacro di Tombstone)